# Bérenx
Bérenx (prononcé [beʁɛ̃ks]) est une commune française, située dans le département des Pyrénées-Atlantiques en région Nouvelle-Aquitaine.

## Géographie

### Localisation
La commune de Bérenx se trouve dans le département des Pyrénées-Atlantiques, en région Nouvelle-Aquitaine.
Elle se situe à 57 km par la route de Pau, préfecture du département, à 54 km d'Oloron-Sainte-Marie, sous-préfecture, et à 10 km d'Orthez, bureau centralisateur du canton d'Orthez et Terres des Gaves et du Sel dont dépend la commune depuis 2015 pour les élections départementales.
La commune fait en outre partie du bassin de vie de Salies-de-Béarn.
Les communes les plus proches sont : 
Baigts-de-Béarn (1,8 km), Salles-Mongiscard (1,8 km), Ramous (3,7 km), Saint-Boès (4,6 km), Bellocq (5,0 km), Puyoô (5,1 km), Lanneplaà (5,4 km), Saint-Girons-en-Béarn (6,1 km).
Sur le plan historique et culturel, Bérenx fait partie de la province du Béarn, qui fut également un État et qui présente une unité historique et culturelle à laquelle s’oppose une diversité frappante de paysages au relief tourmenté.

### Communes limitrophes
Les communes limitrophes sont  Baigts-de-Béarn, Bellocq, Ramous, Salies-de-Béarn et Salles-Mongiscard.
| Ramous          | Baigts-de-Béarn |                   |
| Bellocq         | Bérenx          |                   |
| Salies-de-Béarn |                 | Salles-Mongiscard |

### Paysages et relief

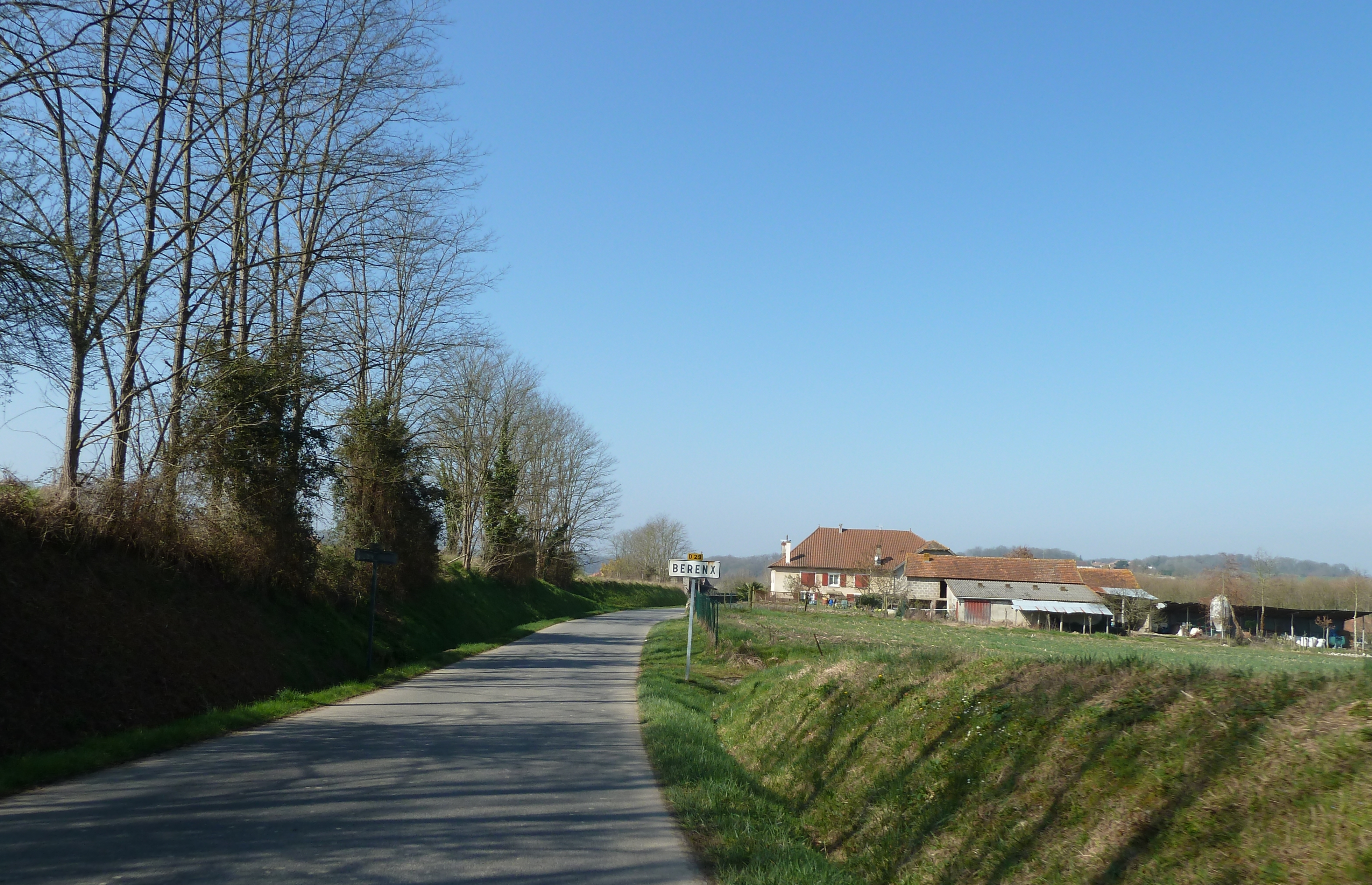
Entrée dans Bérenx.
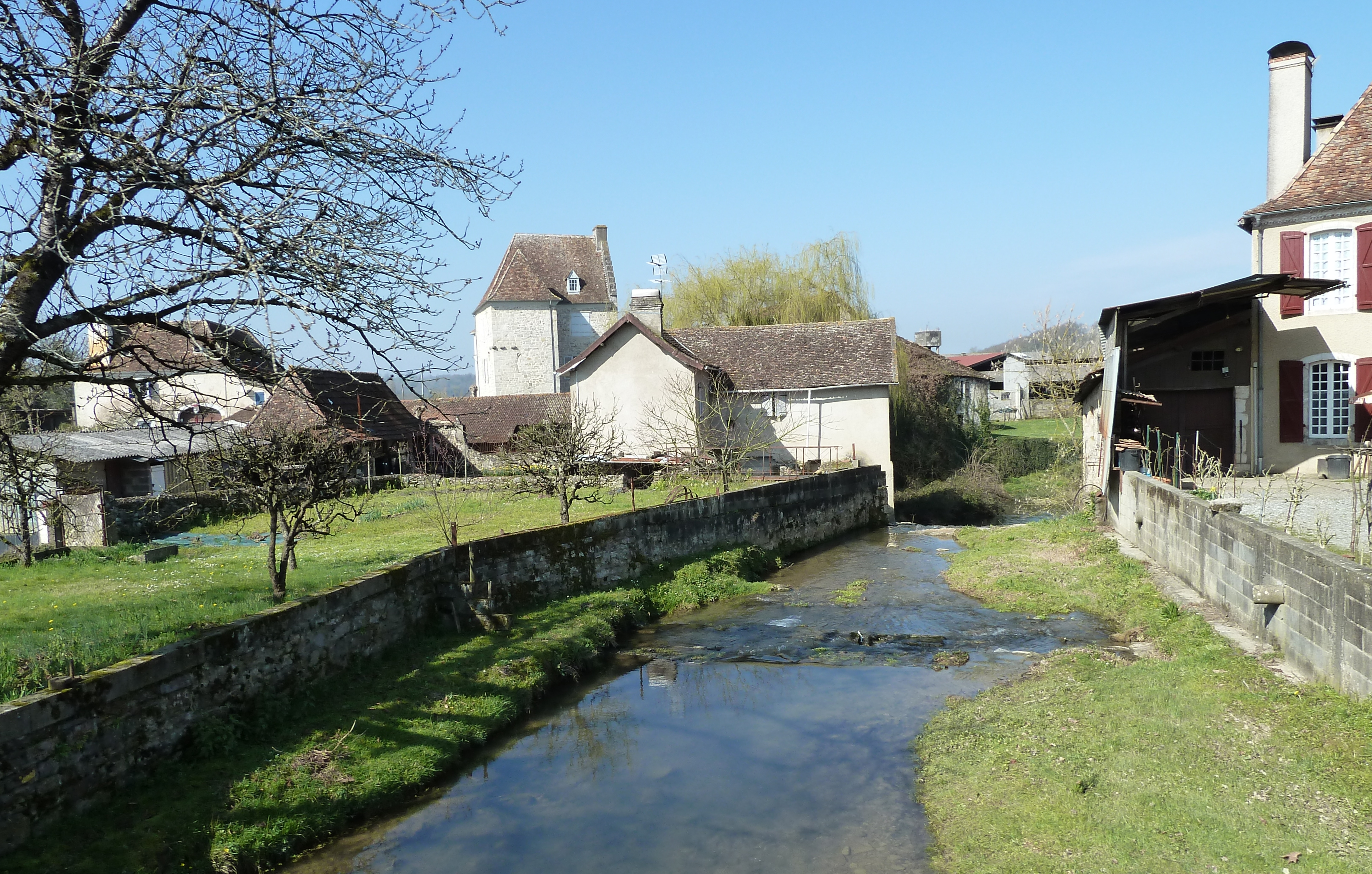
Rivière passant par Bérenx.
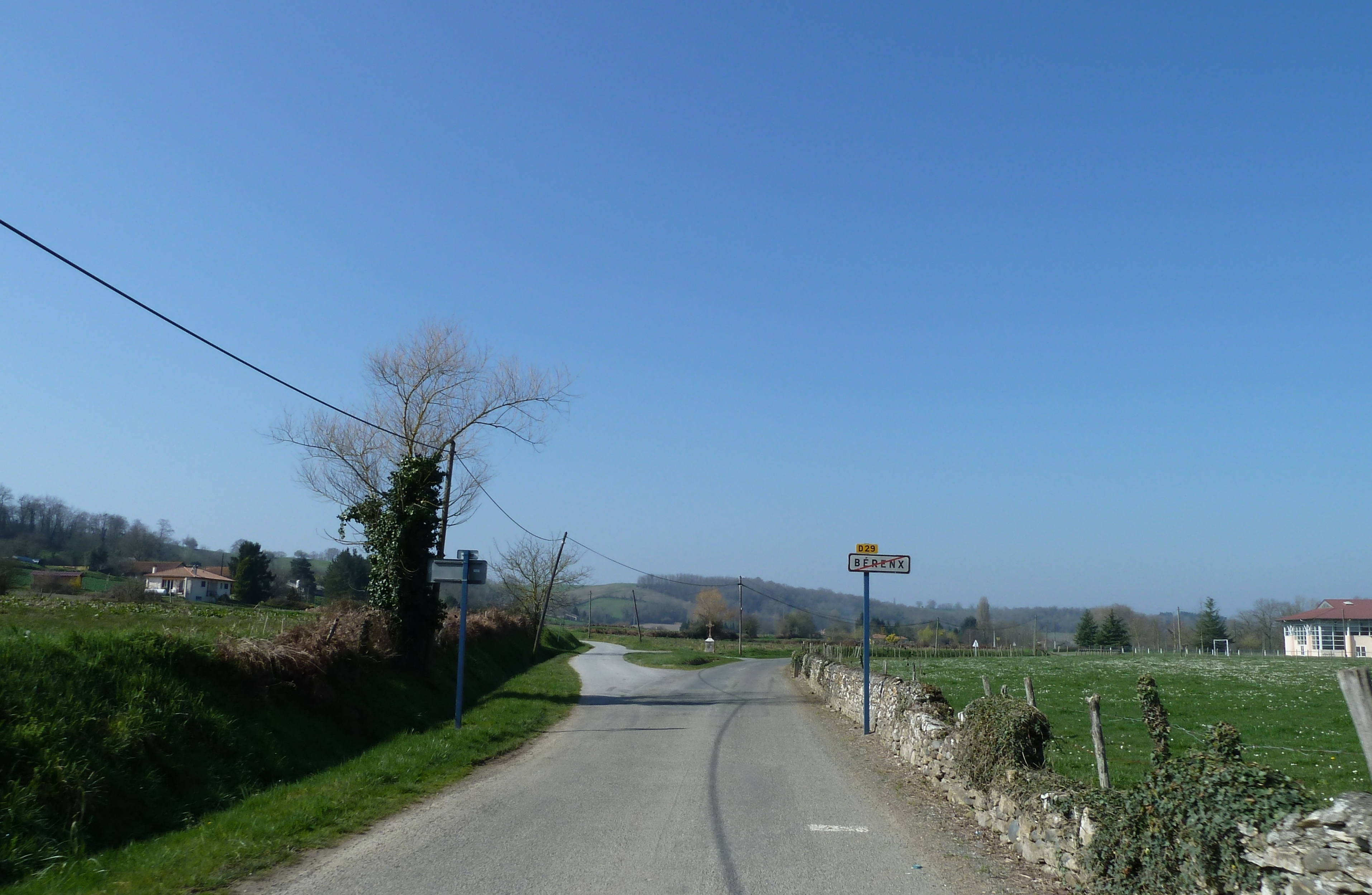
Sortie de Bérenx.

### Hydrographie

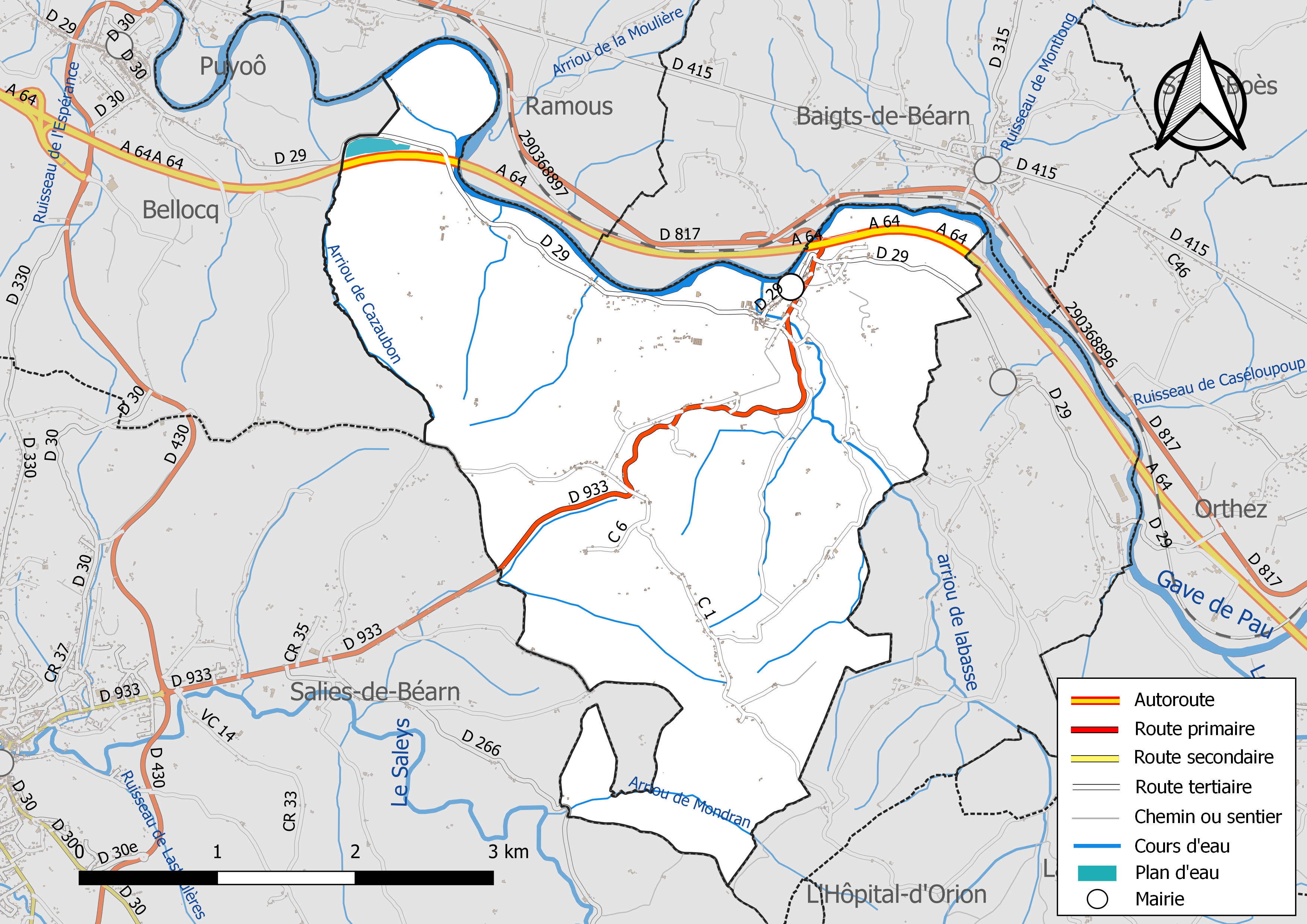
Réseaux hydrographique et routier de Bérenx.

La commune est drainée par le gave de Pau, l’Arriou de Bardy, l’Arriou de Cazaubon, l’Arriou de Mondran, un bras du gave de Pau, le ruisseau de Montlong, et par divers petits cours d'eau, constituant un réseau hydrographique de 19 km de longueur totale,.
Le gave de Pau, d'une longueur totale de 192,8 km, prend sa source dans la commune de Gavarnie-Gèdre et s'écoule du sud-est vers le nord-ouest. Il traverse la commune et se jette dans l'Adour à Saint-Laurent-de-Gosse, après avoir traversé 88 communes.

### Climat
Pour des articles plus généraux, voir Climat de la Nouvelle-Aquitaine et Climat des Pyrénées-Atlantiques.
Historiquement, la commune est exposée à un micro climat océanique basque.  
En 2020, Météo-France publie une typologie des climats de la France métropolitaine dans laquelle la commune est exposée à un climat de montagne et est dans la région climatique Pyrénées atlantiques, caractérisée par une pluviométrie élevée (>1 200 mm/an) en toutes saisons, des hivers très doux (7,5 °C en plaine) et des vents faibles.
Pour la période 1971-2000, la température annuelle moyenne est de 13,6 °C, avec une amplitude thermique annuelle de 13,8 °C. Le cumul annuel moyen de précipitations est de 1 225 mm, avec 12 jours de précipitations en janvier et 7,9 jours en juillet. Pour la période 1991-2020, la température moyenne annuelle observée sur la station météorologique la plus proche, située sur la commune d'Orthez à 7 km à vol d'oiseau, est de 14,1 °C et le cumul annuel moyen de précipitations est de 1 211,5 mm,. Pour l'avenir, les paramètres climatiques de la commune estimés pour 2050 selon différents scénarios d’émission de gaz à effet de serre sont consultables sur un site dédié publié par Météo-France en novembre 2022.

### Milieux naturels et biodiversité

#### Réseau Natura 2000
Le réseau Natura 2000 est un réseau écologique européen de sites naturels d'intérêt écologique élaboré à partir des Directives « Habitats » et « Oiseaux », constitué de zones spéciales de conservation (ZSC) et de zones de protection spéciale (ZPS).
Trois sites Natura 2000 ont été définis sur la commune au titre de la « directive Habitats », : 
- le « château d'Orthez et bords du gave », d'une superficie de 4 300 ha, un agrosystème favorable à la présence de Chiroptères[19] ;
- le « gave de Pau », d'une superficie de 8 194 ha, un vaste réseau hydrographique avec un système de saligues[Note 4] encore vivace[20] ;
- « le gave d'Oloron (cours d'eau) et marais de Labastide-Villefranche », d'une superficie de 2 547 ha, une rivière à saumon et écrevisse à pattes blanches[21].

#### Zones naturelles d'intérêt écologique, faunistique et floristique
L’inventaire des zones naturelles d'intérêt écologique, faunistique et floristique (ZNIEFF) a pour objectif de réaliser une couverture des zones les plus intéressantes sur le plan écologique, essentiellement dans la perspective d’améliorer la connaissance du patrimoine naturel national et de fournir aux différents décideurs un outil d’aide à la prise en compte de l’environnement dans l’aménagement du territoire.
Une ZNIEFF de type 2 est recensée sur la commune, : 
le « réseau hydrographique du gave de Pau et ses annexes hydrauliques » (3 000,84 ha), couvrant 71 communes dont 10 dans les Landes, 59 dans les Pyrénées-Atlantiques et 2 dans les Hautes-Pyrénées.

## Urbanisme

### Typologie
Au 1er janvier 2024, Bérenx est catégorisée commune rurale à habitat très dispersé, selon la nouvelle grille communale de densité à sept niveaux définie par l'Insee en 2022.
Elle est située hors unité urbaine. Par ailleurs la commune fait partie de l'aire d'attraction d'Orthez, dont elle est une commune de la couronne,. Cette aire, qui regroupe 26 communes, est catégorisée dans les aires de moins de 50 000 habitants,.

### Occupation des sols

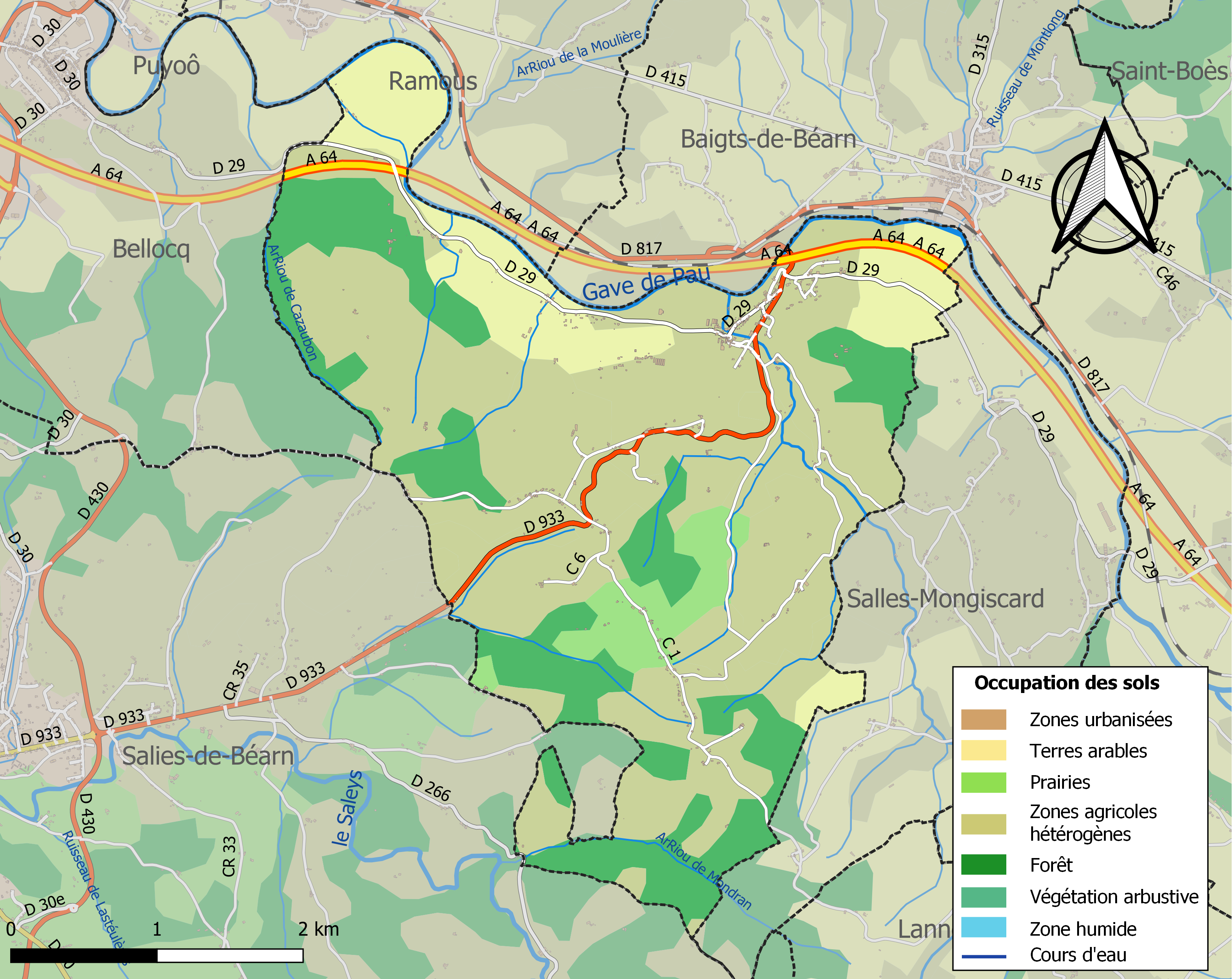
Carte des infrastructures et de l'occupation des sols de la commune en 2018 (CLC).

L'occupation des sols de la commune, telle qu'elle ressort de la base de données européenne d’occupation biophysique des sols Corine Land Cover (CLC), est marquée par l'importance des territoires agricoles (78,3 % en 2018), en augmentation par rapport à 1990 (77,1 %). La répartition détaillée en 2018 est la suivante : 
zones agricoles hétérogènes (59,8 %), forêts (21,6 %), terres arables (10,6 %), prairies (4,6 %), cultures permanentes (3,3 %). L'évolution de l’occupation des sols de la commune et de ses infrastructures peut être observée sur les différentes représentations cartographiques du territoire : la carte de Cassini (XVIIIe siècle), la carte d'état-major (1820-1866) et les cartes ou photos aériennes de l'IGN pour la période actuelle (1950 à aujourd'hui).

### Lieux-dits et hameaux
- Arroutix
- Cam
- Cassou

### Voies de communication et transports
La commune est desservie par les routes départementales 29 et 933.

### Risques majeurs
Le territoire de la commune de Bérenx est vulnérable à différents aléas naturels : météorologiques (tempête, orage, neige, grand froid, canicule ou sécheresse), inondations et séisme (sismicité modérée). Il est également exposé à un risque technologique,  le transport de matières dangereuses. Un site publié par le BRGM permet d'évaluer simplement et rapidement les risques d'un bien localisé soit par son adresse soit par le numéro de sa parcelle.

#### Risques naturels
Certaines parties du territoire communal sont susceptibles d’être affectées par le risque d’inondation par une crue à  débordement lent de cours d'eau, notamment le gave de Pau. La commune a été reconnue en état de catastrophe naturelle au titre des dommages causés par les inondations et coulées de boue survenues en 1982, 1983, 1993, 2009, 2013, 2014 et 2018,.

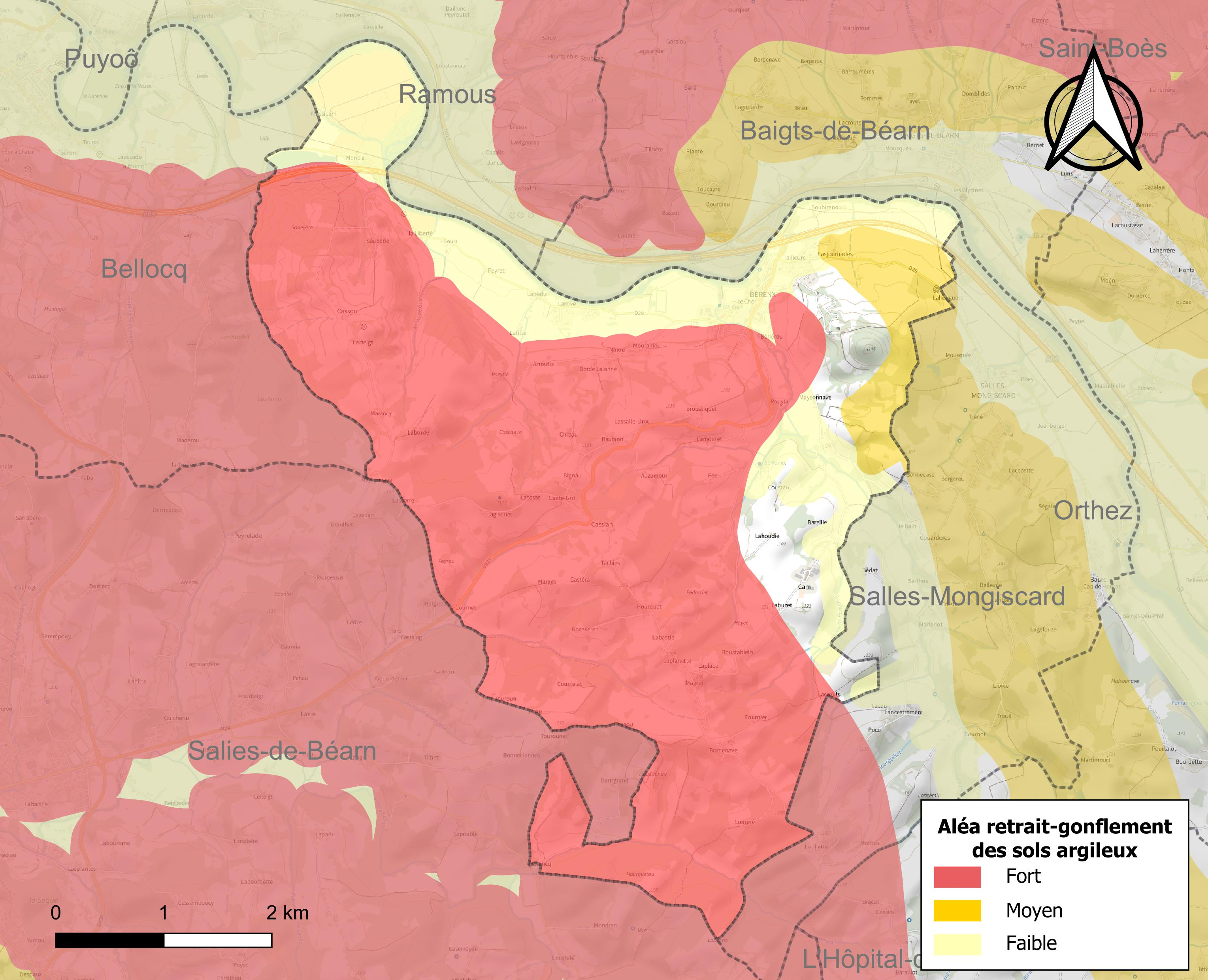
Carte des zones d'aléa retrait-gonflement des sols argileux de Bérenx.

Le retrait-gonflement des sols argileux est susceptible d'engendrer des dommages importants aux bâtiments en cas d’alternance de périodes de sécheresse et de pluie. 75,1 % de la superficie communale est en aléa moyen ou fort (59 % au niveau départemental et 48,5 % au niveau national). Depuis le 1er octobre 2020, en application de la loi ELAN, différentes contraintes s'imposent aux vendeurs, maîtres d'ouvrages ou constructeurs de biens situés dans une zone classée en aléa moyen ou fort,.
Concernant les mouvements de terrains, la commune a été reconnue en état de catastrophe naturelle au titre des dommages causés par la sécheresse en 1989, 1991 et 2011 et par des mouvements de terrain en 2014 et 2019.

## Toponymie

### Attestations anciennes
Le toponyme Bérenx apparaît sous les formes 
Berencs (1240, cartulaire de Sorde), 
Berens (1241, cartulaire de Sorde), 
Berenx (1385, censier de Béarn), 
Berenxs (1461, titres de Béarn), 
Verencxs (1548, réformation de Béarn), 
Berenlx (1582, aliénations du diocèse de Dax) et 
Berenx XVIIIe siècle, carte de Cassini).

### Étymologie
L'origine du toponyme pourrait être germanique : Bero, Ber, Bern, 'ours' - suivi d’un suffixe d’appartenance incus (ens, enx) 'villa' ou 'ville'.
La répartition de ces noms en Gascogne est capricieuse et inégale. Par contre on en rencontre beaucoup au sud de l’Adour. Les uns correspondent à des défrichements par les Francs de régions déshéritées qui avait rebuté les Gallo-romains sur des terres attribuées, sans doute à des vétérans des armées franques ; d’autres sont d’anciennes villas gallo-romaines, détruites par les Francs, puis relevées et rebaptisées à la mode germanique.
En étudiant les noms germaniques de l’Adour, on s’aperçoit qu’ils sont souvent situés sur des points stratégiques : postes d’intérêt militaire ou de péage.
Les gorges étroites du gave de Pau à Bérenx, ont permis la construction d’un pont en bois et le touron de Saint-Pic était un lieu idéal pour la défense et le contrôle du pont.

### Autres toponymes
Larroque est un fief, vassal de la vicomté de Béarn, dépendant du bailliage de Rivière-Gave, mentionné en 1385 (censier de Béarn) et 1538 (Larocque, réformation de Béarn).

### Graphie béarnaise
Son nom béarnais est Berencs.

## Histoire
Paul Raymond note qu'en 1385, Bérenx comptait soixante-et-onze feux et dépendait du bailliage de Rivière-Gave, nom d'un archiprêtré du diocèse de Dax qui tirait son nom du gave de Pau. La commune était une dépendance du diocèse de Dax ainsi que le chef-lieu du vic de Rivière Gave.
La région de Bérenx était occupée par des hommes préhistoriques, il y a plus de 4 000 ans, comme l’atteste la découverte en 1930 de haches de pierre polie datées de l’âge du cuivre (Chalcolithique). Trois de ces outils ont été découverts à 600 m au sud du touron de Saint Pic.
Le sommet du touron de Saint Pic, dominant la vallée du gave fut occupée par un camp fortifié entouré de larges et profonds fossés. Ce camp surveillait la vallée du gave, principale voie de communication. Sur ce lieu stratégique, le château féodal de Mongiscard fut construit en 1103 par Gaston IV de Béarn après la conquête du lieu sur les vicomtes de Dax à son retour de la première croisade.
Deux hautes tours, permettant de voir à plus de soixante kilomètres, entourées de fossés profonds, rendaient ce lieu imprenable. Lors de la révolte protestante de 1620, le capitaine huguenot Bensin se réfugia dans cette place forte. Après un siège le capitaine Bensin se rendit et Louis XII ordonna la démolition du château de Mongiscard en 1621. Il reste toujours sur le sommet les fossés et contrescarpes.
Au Moyen Âge Bérenx eu une certaine importance, sous Gaston Fébus on dénombrait 71 feux (foyers) ; au recensement de 1881, le village comptait encore 711 habitants.
Les troupes de Wellington traversèrent le gave aux gués de la Plaine et de la Liberté, après que Taupin eut détruit le pont en bois de Bérenx, et permit une victoire éclair des troupes britanniques sur les troupes de Soult le 27 février 1814 à Orthez. On raconte qu’une jolie dame de Bérenx signala l’existence du gué de Bérenx à un capitaine britannique.
La colline de Lagisquet qui culmine à 172 mètres servit d’observatoire aux Allemands pendant la Seconde Guerre mondiale.
La principale activité du village fut toujours l’agriculture, l’artisanat mais aussi la pêche avec une pêcherie de saumons sur le gave jusqu’au début du XXe siècle sans oublier la carrière du pont de Bérenx.
Pendant plusieurs siècles les sept moulins le long du ruisseau de Gouardère rythmèrent la vie du village.

### Dictons sur Bérenx
Berenx, tredze bentz', 'treize vents'
Quelques maisons de la localité sont situées sur un point très élevé et sont exposées à toutes les violences atmosphériques. La rose des vents, généralement connue en compte trente deux ; il faut donc supposer que les habitants de Berenx en ont une à leur usage particulier.
Lou hourat de Berenx, lou pount de Berenx, 'le trou de Bérenx', 'le pont de Bérenx'
Il y a un gouffre très profond sous le pont de Bérenx. D’une chose perdue, que l’on désespère de retrouver, on dit qu’ey debat lou pount de Berenx, 'elle est sous le pont de Bérenx'.

## Politique et administration

### Situation administrative
Bérenx a fait partie de l'arrondissement de Pau jusqu'au 30 décembre 2016. À cette date, elle appartient désormais à celui d'Oloron-Sainte-Marie.

### Liste des maires
| Période | Période  | Identité              | Étiquette | Qualité |
| ------- | -------- | --------------------- | --------- | ------- |
| 1971    | 1989     | Jean Balagué          |           |         |
| 1989    | En cours | Jean Domercq-Bareille |           |         |

### Intercommunalité
Bérenx fait partie de cinq structures intercommunales :
- la communauté de communes du Béarn des Gaves ;
- le SIVU de Mongiscard ;
- le syndicat d’énergie des Pyrénées-Atlantiques ;
- le syndicat intercommunal de défense contre les inondations du gave de Pau ;
- le syndicat intercommunal des gaves et du Saleys.

Bérenx accueille le siège du SIVU de Mongiscard.

## Population et société

### Démographie
L'évolution du nombre d'habitants est connue à travers les recensements de la population effectués dans la commune depuis 1793. Pour les communes de moins de 10 000 habitants, une enquête de recensement portant sur toute la population est réalisée tous les cinq ans, les populations de référence des années intermédiaires étant quant à elles estimées par interpolation ou extrapolation. Pour la commune, le premier recensement exhaustif entrant dans le cadre du nouveau dispositif a été réalisé en 2008.

En 2022, la commune comptait 423 habitants, en évolution de −2,76 % par rapport à 2016 (Pyrénées-Atlantiques : +3,78 %, France hors Mayotte : +2,11 %).
| 1793 | 1800 | 1806 | 1821 | 1831 | 1836 | 1841 | 1846 | 1851 |
| ---- | ---- | ---- | ---- | ---- | ---- | ---- | ---- | ---- |
| 713  | 791  | 908  | 848  | 833  | 904  | 941  | 890  | 864  |

| 1856 | 1861 | 1866 | 1872 | 1876 | 1881 | 1886 | 1891 | 1896 |
| ---- | ---- | ---- | ---- | ---- | ---- | ---- | ---- | ---- |
| 810  | 741  | 719  | 693  | 711  | 722  | 734  | 681  | 701  |

| 1901 | 1906 | 1911 | 1921 | 1926 | 1931 | 1936 | 1946 | 1954 |
| ---- | ---- | ---- | ---- | ---- | ---- | ---- | ---- | ---- |
| 697  | 676  | 652  | 589  | 570  | 514  | 506  | 476  | 451  |

| 1962 | 1968 | 1975 | 1982 | 1990 | 1999 | 2006 | 2008 | 2013 |
| ---- | ---- | ---- | ---- | ---- | ---- | ---- | ---- | ---- |
| 479  | 461  | 444  | 471  | 496  | 475  | 480  | 482  | 440  |

| 2018 | 2022 | - | - | - | - | - | - | - |
| ---- | ---- | - | - | - | - | - | - | - |
| 435  | 423  | - | - | - | - | - | - | - |

## Économie
La commune fait partie de la zone d'appellation d'origine contrôlée (AOC) du Béarn et de celle de l'ossau-iraty.

## Culture locale et patrimoine

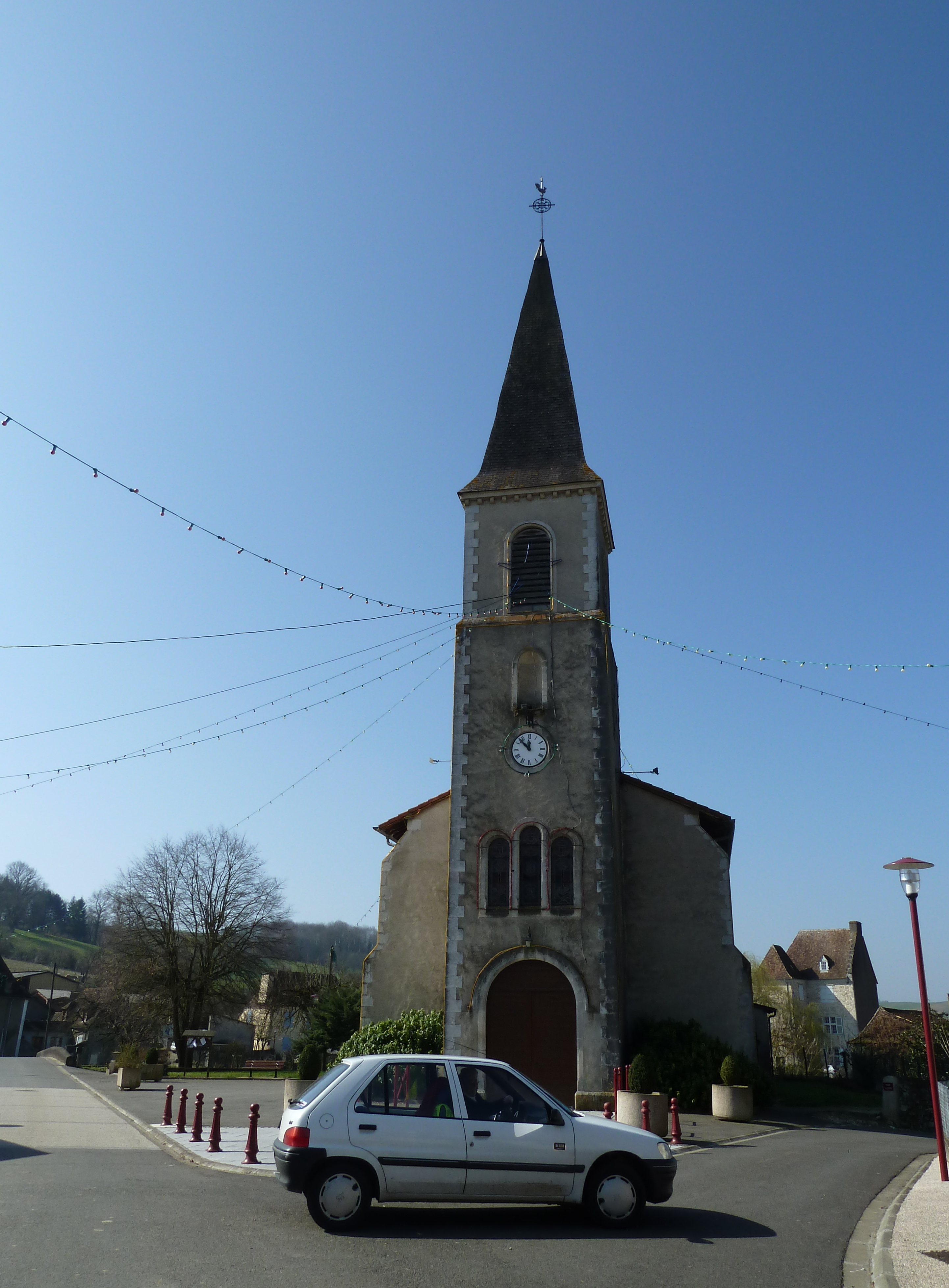
L'église Saint-Pierre Saint-Jean-Baptiste.
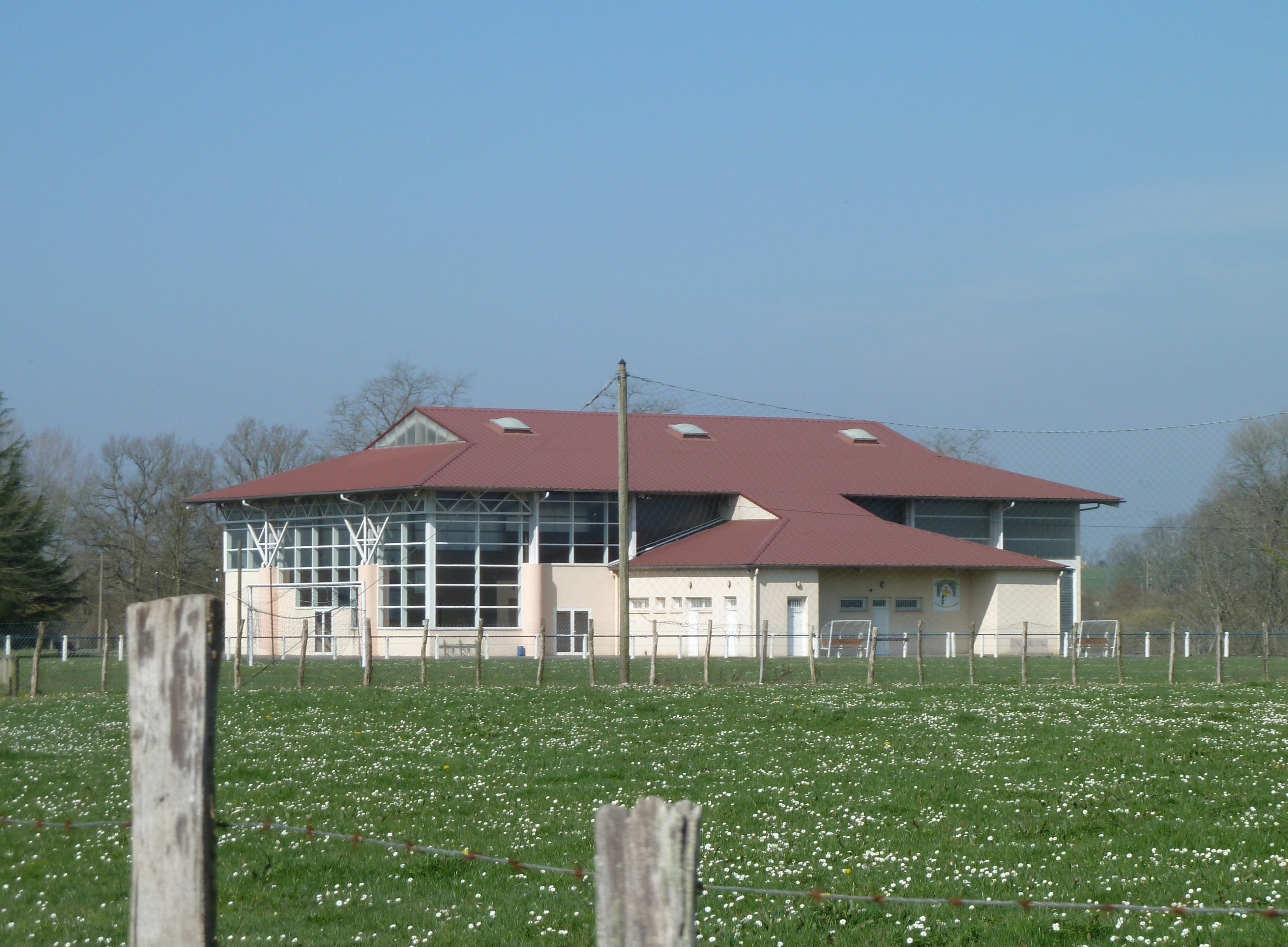
Terrain de football et salle polyvalente.
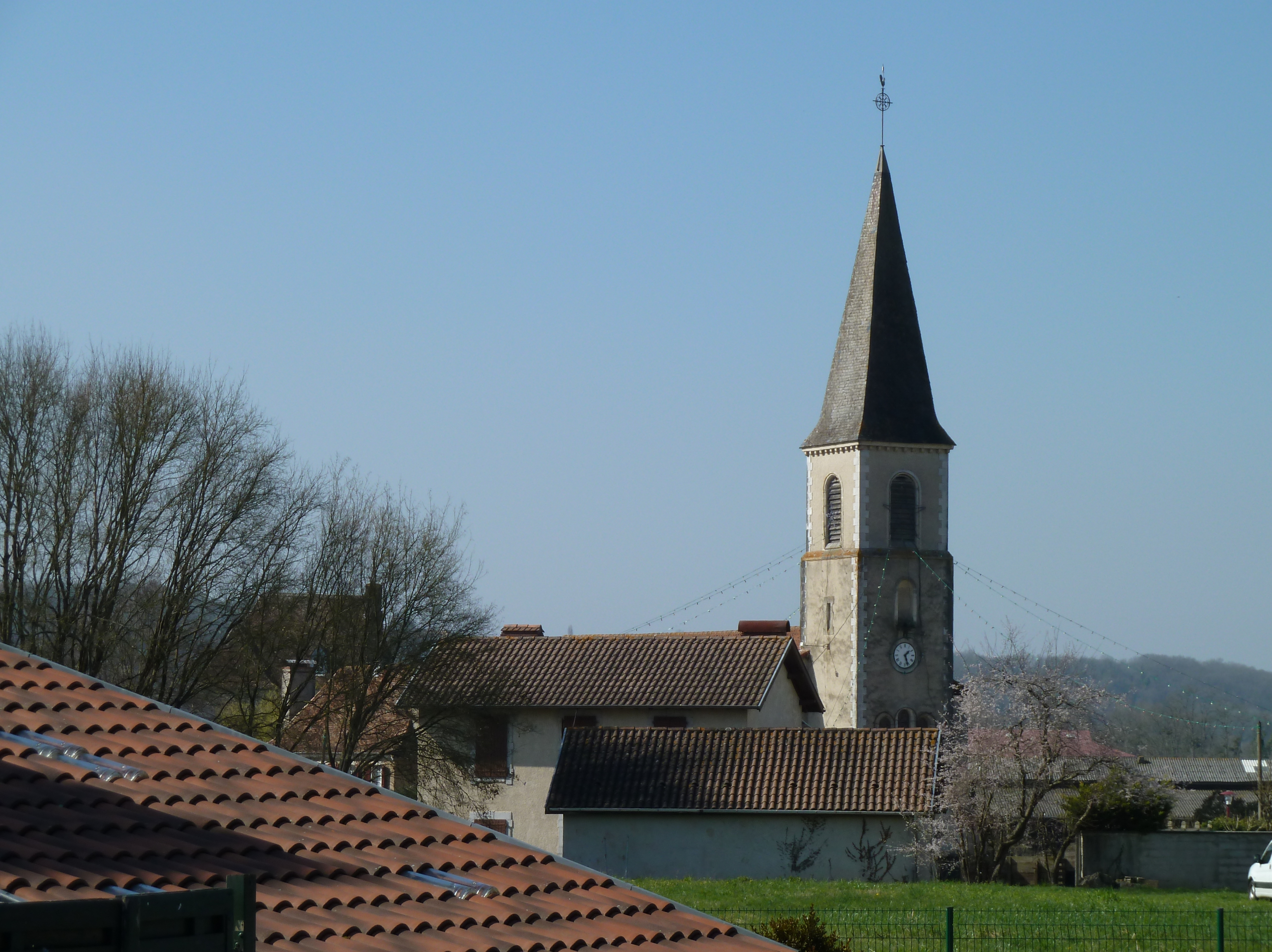
Le clocher.
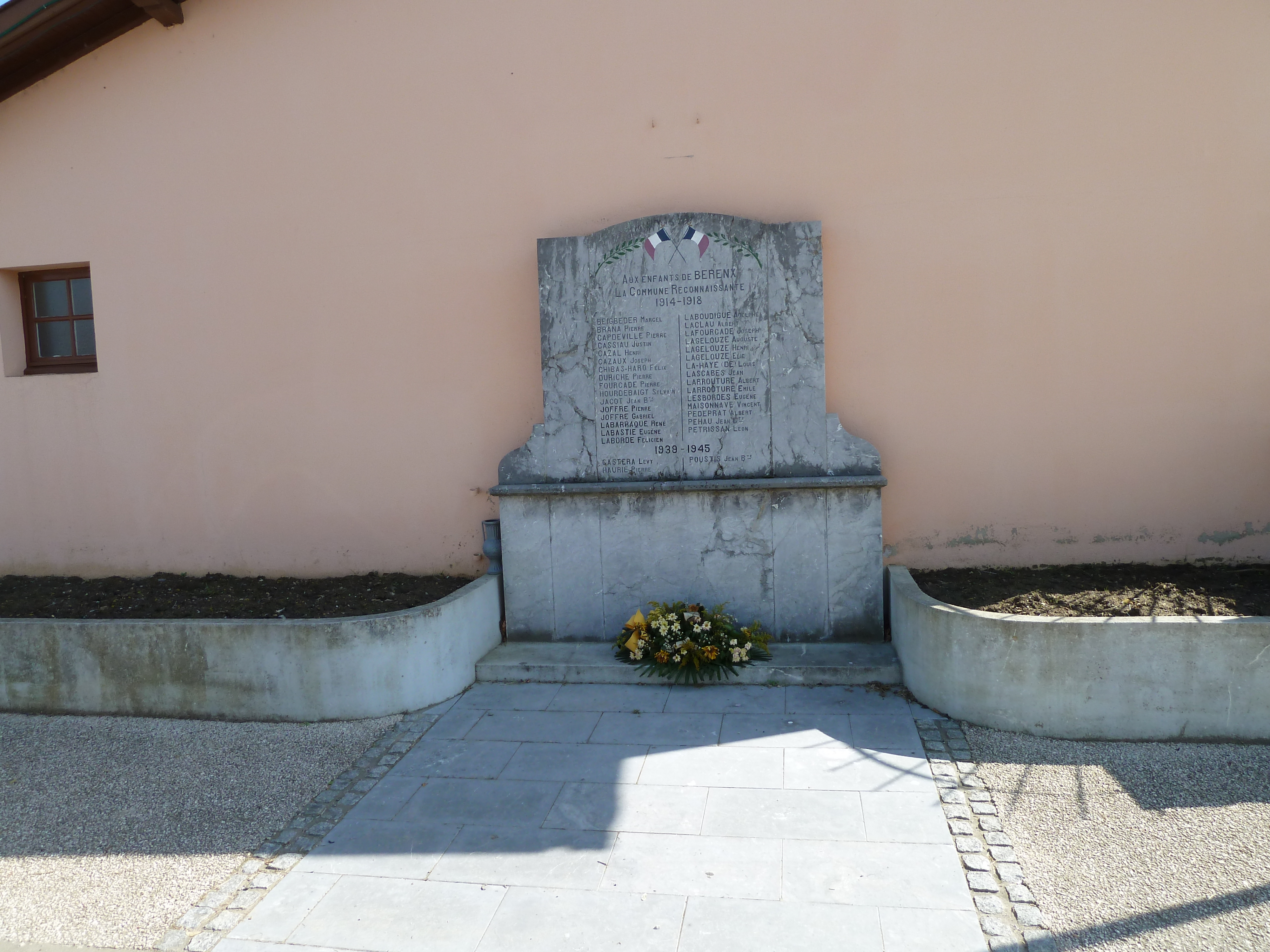
Le monument aux morts.

### Patrimoine religieux
L'église Saint-Pierre Saint-Jean-Baptiste fut reconstruite au XVIIIe siècle sur les ruines de l'édifice antérieur, signalé au XIVe siècle.

## Équipements

### Enseignement
Bérenx dispose d'une école primaire.

## Pour approfondir